# Maruina pebeta
Maruina pebeta és una espècie d'insecte dípter pertanyent a la família dels psicòdids que es troba a Sud-amèrica: la província de Córdoba (l'Argentina).